# Ischnoceros lehmannnitschei
Ischnoceros lehmannnitschei är en stekelart som beskrevs av Carlos Schrottky 1902. Ischnoceros lehmannnitschei ingår i släktet Ischnoceros och familjen brokparasitsteklar. Inga underarter finns listade i Catalogue of Life.